# 雙魚座ρ
雙魚座ρ，又名BD+18 187，HD 8723、SAO 92436、HR 413，是雙魚座的一颗恒星，视星等为5.38，位于銀經134.19，銀緯-42.94，其B1900.0坐标为赤經1h 20m 51.7s，赤緯+18° -42.94′ 7″。